# 萨尔特 (赫罗纳省)
萨尔特（西班牙語：Salt）是西班牙加泰罗尼亚赫罗纳省的一个市镇。总面积6平方公里，2001年总人口21,238人，人口密度3,540人/平方公里。2011年人口30,389。